# LWL-Museen für Industriekultur

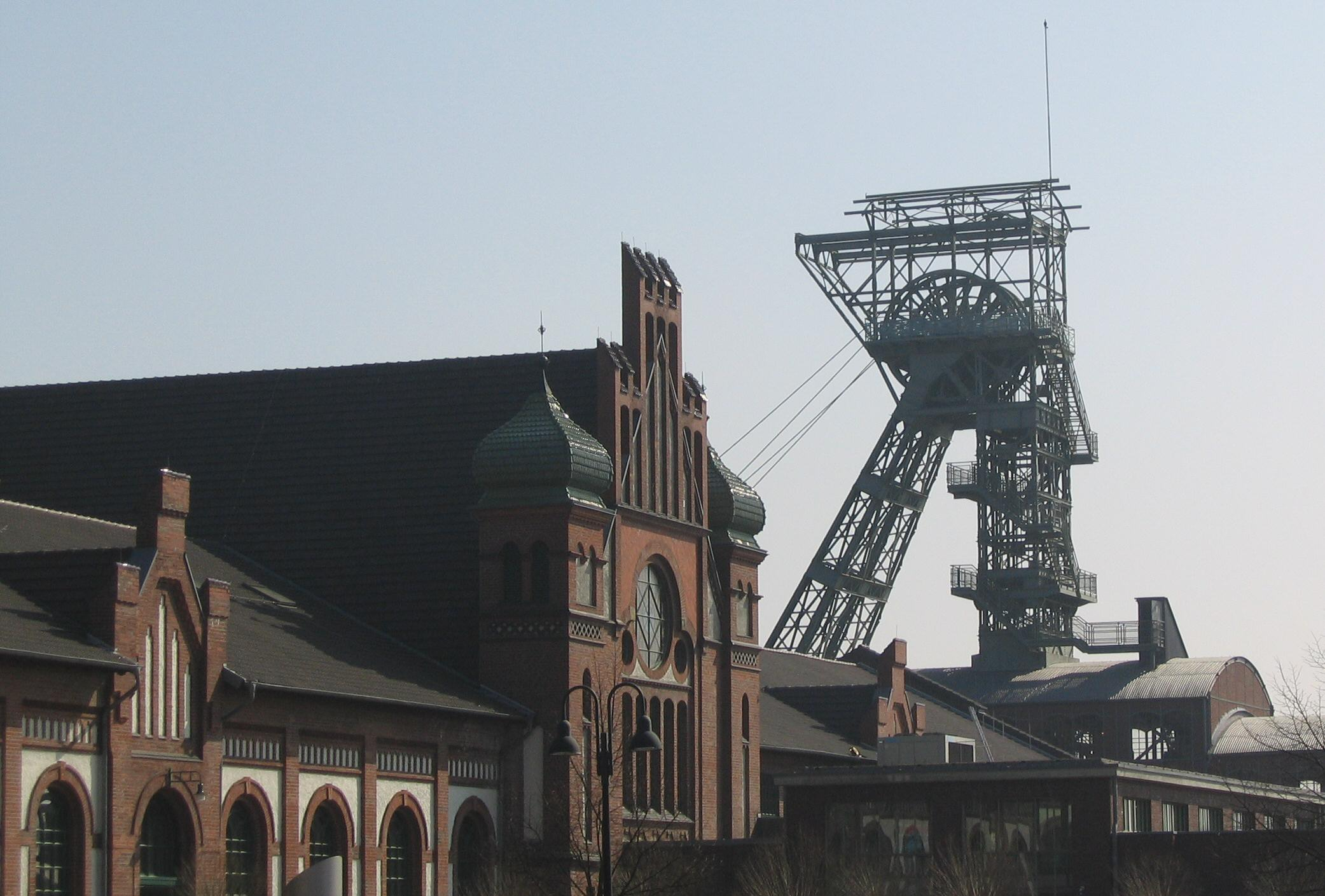
Zeche Zollern II/IV

Die LWL-Museen für Industriekultur sind ein dezentrales Industriemuseum mit acht Museen in Westfalen und Lippe. Die LWL-Museen für Industriekultur bewahren, erforschen und vermitteln die Kultur des Industriezeitalters von den Anfängen bis zur Gegenwart. Die Zentrale befindet sich in der Zeche Zollern in Dortmund.
Zu den LWL-Museen für Industriekultur zählen: 
- die Zeche Zollern in Dortmund,
- die Zeche Hannover in Bochum,
- die Zeche Nachtigall in Witten,
- das Schiffshebewerk Henrichenburg in Waltrop,
- die Henrichshütte in Hattingen,
- das Textilwerk in Bocholt,
- die Ziegelei Lage in Lage und
- die Glashütte Gernheim in Petershagen im Kreis Minden-Lübbecke.
- das Erzbergwerk Ramsbeck in Bestwig im Hochsauerlandkreis.

Die Museen Zeche Zollern, Hannover und Nachtigall, das Schiffshebewerk, die Henrichshütte und die Ziegelei sind Ankerpunkte der Europäischen Route der Industriekultur (ERIH) und der Route der Industriekultur im Ruhrgebiet.

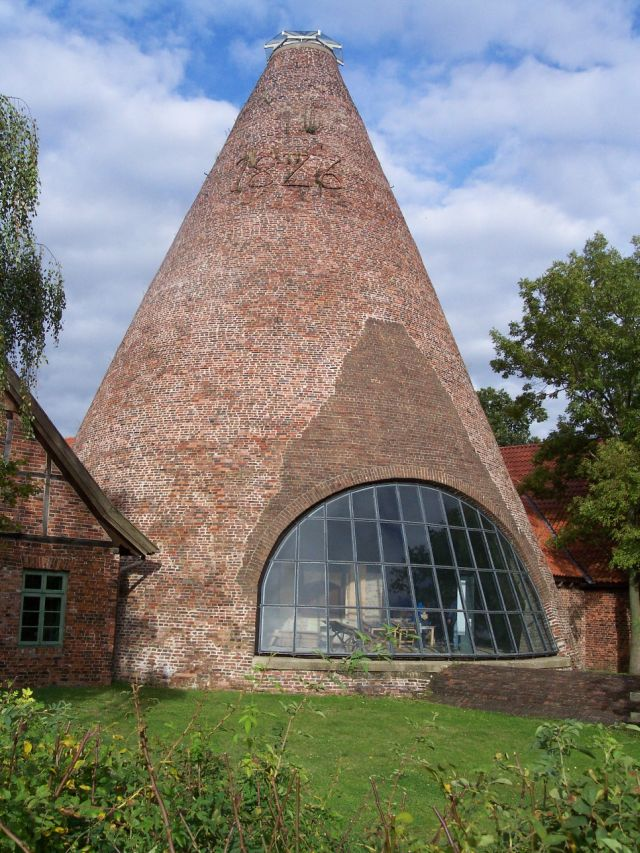
Glashütte Gernheim

Träger des Museums ist der Landschaftsverband Westfalen-Lippe.
Das Museum wurde 1979 als Westfälisches Industriemuseum gegründet. Den heutigen Namen führt es seit 2023.